# Király gyógyfürdő
A Király gyógyfürdő vagy Arszlán pasa fürdője Budapest egyik legjellegzetesebb gyógyfürdője. Eredetileg hamam volt, Arszlán budai pasa kezdte meg építését az oszmán-török uralom idején.

## A fürdő története
1565-ben Buda városfalain belül Arszlán budai pasa kezdette meg építését, melyet utóda, Szokoli Musztafa pasa parancsnoksága idején fejeztek be. Az akkor ismert forrásoktól távol létesítették, de a városfalon belüli elhelyezkedés lehetővé tette az ostromok alatt is a fürdőhasználatot.  Vízellátása az  építéskor és jelenleg is a Szent Lukács gyógyfürdő térségében feltárt hévvizes kutakból történt. Az eredeti létesítéskor a meleg víz helyszínre vezetése vörösfenyőből készített csatornában gravitációs úton volt megoldva. Jelenleg zárt csővezetéken vezetik a vizet a fürdőhöz. 1796-ban a terület és az építmény a Kőnig család tulajdonába került, elnevezése a családnévből származik.

## A fürdő létesítményei
A fürdőmedencék zártak, egész évben üzemelnek.
- 3 db zárt gyógymedence vízhőmérséklet: 32–40 °C
- 1 db zárt merülő medence vízhőmérséklete: 26 °C
- Kádfürdők
- 2 db hőlégkamra
- 1 db gőzkamra

## Gyógyjavallatok
Ízületek degeneratív betegségei, idült és félheveny ízületi gyulladások, porckorongsérv, idegzsábák, gerincdeformáció, a csontrendszer mészhiánya, sérülések utáni rehabilitációs kezelések.

## A gyógyvíz jellege
Kalcium-magnézium-hidrokarbonátokban gazdag, magas nátriumtartalommal  és fluoridion összetevővel. Minősített gyógyvíz.